# Городов Валерій Васильович
Го́родов Вале́рій Васи́льович (нар. 14 лютого 1961, Воронеж, СРСР) — радянський та український футболіст, воротар. Відомий перш за все завдяки виступам у складі дніпропетровського «Дніпра» та низки інших вітчизняних і зарубіжних клубів. Майстер спорту СРСР (1987). Після завершення активних виступів розпочав тренерську кар'єру. Заслужений тренер України (09.08.2018).

## Ігрова кар'єра
Вихованець «Салюта» (Бєлгород). З 1979 року виступав за основну команду у Другій лізі СРСР, де провів 73 гри.
У Бєлгороді Городов закінчив педагогічний інститут, після чого його призвали до армії, а оскільки географічно Бєлгород знаходився під прикриттям армійського клубу «Іскра» (Смоленськ), який виступав у першій лізі, молодого голкіпера взяли в цю команду.
У 1985 році після завершення військової служби перейшов у дніпропетровське «Дніпро». На початках за Володимира Ємця був дублером Сергія Краковського, однак, влітку 1986 року Краковський поїхав на мундіаль до Мексики. Чемпіонат СРСР тривав, отже, отримали шанс проявити себе ті, хто довгий час був запасним. І Городов цим шансом скористався. Починаючи з 1987 року він був стабільним гравцем в основному складі дніпропетровського «Дніпра». Особливо після зміни на тренерському містку команди, яку 1987 року прийняв на той момент ще маловідомий тренер Євген Кучеревський. 1987 року він провів 28 матчів у чемпіонаті з 30-ти, при цьому «Дніпро» пропустив найменше у тому чемпіонаті — 22 м'ячі. У складі дніпрян завоював золоту та дві срібні нагороди чемпіонату СРСР, а також срібло та бронзу першості України.
Після розпаду СРСР Городов один з небагатьох залишився у команді і повністю відіграв усі матчі у першому незалежному чемпіонаті України, де дніпряни взяли бронзу, а у наступній першості провів ще 10 ігор, після чого виступав за марокканський «РС Сеттат», де відіграв півтора сезони. У перший рік клуб посів третє місце у чемпіонаті країни, а наступного року стали сьомими.
Після цього Городов повернувся до Росії і виступав у вищій лізі у складі «Уралмашу» та «Факела» (Воронеж).
На початку 1998 року Городова запросив до себе криворізький «Кривбас», де тоді головним тренером працював Олег Таран. Він запросив із прицілом на тренерську роботу. Зігравши лише кілька ігор за криворізький клуб, Городов повністю зосередився на тренерській роботі.

## Тренерська кар'єра
Після завершення кар'єри футболіста почав працювати тренером у криворізькому «Кривбасі». Після цього з 2002 року допомагав тренувати воротарів у дніпропетровському «Дніпрі», а у 2006—2007 роках знову працював з воротарями «Кривбасу».
В серпні 2007 року став головним тренером охтирського клубу «Нафтовик-Укрнафта», який очолив, коли команда мала нуль очок після шести турів. Незважаючи на кілька сенсаційних результатів, в тому числі перемога в Києві над «Динамо», нічия в Донецьку з «Шахтарем» та вдома з «Дніпром», все ж таки не зумів залишити команду у вищій лізі. Попрацювавщи ще недовго у першій лізі, в ллистопаді 2008 року Городолв подав у відставку і повернувся до роботи у «Кривбасі». Згодом знову працював у тренерському штабі «Нафтовика» (2011—2013) та «Дніпра» (2014-17).
З 6 липня 2017 року тренер по роботі з воротарями в СК «Дніпро-1». В серпні 2023 року після звільнення Олександра Кучера був призначений тимчасовим виконувачем обов'язків головного тренера. Під його керівництвом команда зіграла в гостях 1:1 проти словацького «Спартака» (Трнава) у кваліфікації Ліги конференцій.

## Досягнення
- Чемпіон СРСР (1): 1988
- Срібний призер чемпіонату СРСР (2): 1987, 1989
- Володар Кубка СРСР (1): 1988/89
- Володар Кубка федерації футболу СРСР (2): 1986, 1989
- Володар Кубка Сезону (1): 1988